# Artūras Zuokas
Artūras Zuokas (nascido em 21 de fevereiro de 1968 em Kaunas) é um político da Lituânia.
Foi prefeito de Vilnius de 2000 a 2007, e recentemente a partir de abril de 2011 (em curso).
Ganhou o Prêmio IgNobel após destruir carros estacionados ilegalmente com um tanque de guerra.